# Meine Seufzer, meine Tränen, BWV 13
Meine Seufzer, meine Tränen, BWV 13 (Els meus sospirs i les meves llàgrimes), és una cantata de Johann Sebastian Bach per al segon diumenge després de l'Epifania, estrenada a Leipzig el 20 de gener de 1726 i forma part del tercer cicle.

## Origen i context
El text és obra de Georg Christian Lehms (1684-1717), bibliotecari, poeta i conseller de la cort de Darmstadt, que va publicar un conjunt de textos de cantates per a tots els diumenges i festivitats de l'any, i que Bach aprofità per a un bon nombre de cantates, aquesta entre d'altres. Com a tema central del llibret s'agafa l'evangeli del dia (Joan 2,4) que tracta de les noces de Canà. Els números 3 i 6 incorporen estrofes de l'himne Zion klagt mit Angst und Schmerzen de Joahnn Heermann (1636) i In allen meinen Taten de Paul Fleming (1642), respectivament. Es conserven tres cantates per aquest diumenge, que per ordre cronològic són la BWV 155, la BWV 3 i la BWV 11.

## Anàlisi
Obra escrita per a soprano, contralt, tenor, baix i cor; dues flautes de bec, oboè, oboe da caccia, corda i baix continu. Consta de sis números, i el cor només intervé en el coral final.
1. Ària (tenor):Meine Seufzer, meine Träne (Els meus sospirs i les meves llàgrimes)
2. Recitatiu (contralt): Mein liebster Gott lässt mich (Jo et crido i ploro en va)
3. Coral (contralt): Der Gott, der mir hat versprochen (El Déu que m'havia promès)
4. Recitatiu (soprano): Mein Kummer nimmet zu (Els meus turments s'agreugen)
5. Ària (baix): Ächzen und erbärmlich Weinen (Per què serveixen els laments i els plors pietosos)
6. Coral: So sei nun, Seele, deine (Retroba, ànima meva, qui t'ha creat)

No té coral inicial i comença amb una ària de tenor, acompanyat de les dues flautes i alternant de manera concertant amb l'oboè da caccia, aconsegueix una temperatura expressiva intensa, característica de tota l'obra. El recitatiu de contralt, el número 2, és un exemple magnífic de l'habilitat de Bach de donar plasticitat a la música; un text de set versos és posat en música en onze compassos, però mentre que per a tot el text n'empra set, en necessita quatre per a l'última paraula flehen (implorar); el mateix contralt canta el coral acompanyat per les flautes i els oboès. El número 4, és un recitatiu de soprano que dona pas a l'ària de baix que exposa un motiu ascendent amb els violins i les flautes alhora; i el cor, amb la seva única participació, acompanyat dels quatre solistes clou l'obra amb un coral. Té una durada aproximada d'uns 20 minuts.

## Discografia seleccionada
- J.S. Bach: Das Kantatenwerk. Sacred Cantatas Vol. 1. Gustav Leonhardt, Tölzer Knabenchor, Gerhard Schmidt-Gaden (director del cor) & King’s College Choir Cambridge, David Wilcocks (director del cor), Leonhardt-Consort, Paul Esswood, Kurt Equiluz, Max van Egmond. (Teldec), 1994.
- J.S. Bach: The complete live recordings from the Bach Cantata Pilgrimage. CD 5: Old Royal Naval College Chapel, Greenwich; 16 i 17 de gener de 2000. John Eliot Gardiner, Monteverdi Choir, English Baroque Soloists, Joanne Lunn, Richard Wyn Roberts, Julian Podger, Gerald Finley. (Soli Deo Gloria), 2013.
- J.S. Bach: Complete Cantatas Vol. 17 . Ton Koopman, Amsterdam Baroque Orchestra & Choir, Sandrine Piau, Bogna Bartosz, Paul Agnew, Klaus Mertens. (Challenge Classics), 2001.
- J. S. Bach: Church Cantatas Vol. 4. Helmuth Rilling, Gächinger Kantorei, Bach-Collegium Stuttgart, Arleen Augér, Carolyn Watkinson, Adalbert Kraus. (Hänssler), 1999
- J.S. Bach: Cantatas Vol. 42. Masaaki Suzuki, Bach Collegium Japan, Rachel Nicholis, Robin Blaze, Gerd Türk, Peter Kooij. (BIS), 2008.
- J.S. Bach: Cantatas for the Complete Liturgical Year Vol. 8. Sigiswald Kuijken, La Petite Bande, Gerlinde Sämann, Petra Noskaiova, Christoph Genz, Jan van der Crabben. (Accent), 2008.